# Fred Blay
Pour les articles homonymes, voir Blay (homonymie).
Fred Blay, né le 12 juin 1941, est un arbitre, dirigeant sportif et un homme politique libérien.

## Biographie
Fred Blay est un arbitre international de football. Il occupe plusieurs fonctions ministérielles dont celles de ministre de la Jeunesse et des sports à partir de 1982.
Il est nommé président du Comité national olympique du Liberia en 1981 et reçoit l'Ordre olympique en 1984 ; il est également vice-président du Conseil supérieur du sport en Afrique.